# Jean Antoine Zinnen
Jean Antoine Zinnen (Neuerburg, 25 d'abril de 1827- Neuilly-sur-Seine, 16 de maig de 1898) va ser un compositor luxemburguès, conegut per la creació de la música de l'himne nacional de Luxemburg, Ons Heemecht.

## Cursa artística
Va néixer a la prussiana Renània, a prop de la frontera amb Luxemburg. Quan tenia sis anys, la seva família es va traslladar a Luxemburg. Després de servir com a músic a l'exèrcit, es va naturalitzar com a ciutadà de Luxemburg el 1849. L'any 1851, es va convertir en el primer director de la societat de Diekirch coral Sangerbond. El 1852, va ser nomenat director de música de la Ciutat de Luxemburg i, poc després, director del conservatori de la ciutat. El 1863, va ser nomenat director de l'acabada de fundar Allgemeiner Luxemburger Musikverein (ALM) que, el 1947, va passar a dir-se Union Grand-Duc Adolphe, l'organització nacional que agrupa societats de música, bandes, cors i orquestres.